# Diestrammena semicrenata
Diestrammena semicrenata är en insektsart som beskrevs av Gorochov, Rampini och Di Russo 2006. Diestrammena semicrenata ingår i släktet Diestrammena och familjen grottvårtbitare. Inga underarter finns listade i Catalogue of Life.